# Стефано Родота
Стефано Родота (італ. Stefano Rodotà; нар. 30 травня 1933, Козенца — 23 червня 2017) — італійський політик.

## Життєпис
1955 року закінчив юридичний факультет Римського університету ла Сапієнца. Він спеціалізується у галузі цивільного права, читав лекції в університетах Мачерати, Генуї та у рідному університеті, де він отримав посаду професора. Викладав в університетах за кордоном, у тому числі у Франції й Великої Британії.
У 70-х роках почав свою політичну діяльність у Радикальній партії. Потім він вступив до Італійської компартії, а на початку 90-х років став одним із засновників Демократичної партії лівих. З 1979 до 1994 його обирали членом Палати депутатів, з 1992 — був віце-спікером парламенту. З 1983 до 1994 він був членом Парламентської Асамблеї Ради Європи. У 1997–2005 Родота займав посаду голови Комісії із захисту даних. Брав участь у розробці Хартії основних прав Європейського Союзу.
2013 року висунутий кандидатом у президенти від Руху п'яти зірок, отримав від 210 до 250 голосів вибірників.